# 8ビット/16ビットコレクション
『8ビットコレクション』及び『16ビットコレクション』は、JNNEXの発売するFC/SFC互換機「レトロデュオ」用ゲームカートリッジシリーズ。米国INNEXからJNNEXが輸入販売しているレトロビット(retro-bit)シリーズの一つ。

## 概要
1980年代から1990年代にかけてファミリーコンピュータ（以下、FC）及びスーパーファミコン（以下、SFC）で発売されたゲームタイトルを発売当時のゲームブランドごとに1つのカートリッジに複数本収録した、いわゆるin1ソフト。各タイトルの版権を所持するメーカーの正式な許諾を得て製造・販売されている。当初の予定では、2017年4月末よりジャレコのタイトルを第一弾として発売し、5月には第二弾としてカルチャーブレーンのタイトル、6月に第三弾としてココナッツジャパンのタイトルを発売していくとされていたが、実際の発売は9月まで延期された。また、ココナッツジャパンのタイトルの発表は行われなかった。さらに8ビットシリーズにはアテナ発売のタイトルも予定されていたが、公式サイトに掲載されてから数日して表記が消えてしまい、実際に発売はされなかった。
8ビットコレクションがFC向けタイトルを3〜6本、16ビットコレクションがSFC向けタイトルを3〜5本収録している。収録タイトルにはバーチャルコンソールでは未配信のものも含まれている。販売価格はオープン価格だが、通販サイト等では概ね8ビットコレクションが税抜2,580円、16ビットコレクションが税抜2,980円で販売されている。
通販サイト等では「FC/FC互換機用」「SFC/SFC互換機用」として販売されているところもあるが、JNNEXのプレスリリースではあくまで「レトロデュオ」用カートリッジとしており、FC・SFCの実機や他社互換機での正確な動作は保証されていない。また、FC・SFCの販売・製造元である任天堂のライセンスは得ていない。

## タイトル一覧

### 8ビットコレクション
| タイトル                                     | 発売日        | 収録タイトル(発売年) |
| -------------------------------------------- | ------------- | --- |
| 8ビットコレクション ジャレコ Vol.1           | 2017年9月30日 | - エクセリオン（1985年） - フォーメーションZ（1985年） - フィールドコンバット（1985年） - シティコネクション（1985年）                                              |
| 8ビットコレクション ジャレコ Vol.2           | 2018年2月28日 | - 忍者じゃじゃ丸くん（1985年） - エスパ冒険隊（1987年） - ピンボールクエスト（1989年）                                                                              |
| 8ビットコレクション データイースト Vol.1     | 2018年2月28日 | - バーガータイム（1985年） - サイドポケット（1987年） - ドラゴンニンジャ（1988年） - バギー・ポッパー（1986年） - 大怪獣デブラス（1990年） - ダークロード（1991年） |
| 8ビットコレクション カルチャーブレーン Vol.1 | 2017年9月30日 | - 飛龍の拳III 五人の龍戦士（1990年） - スーパーチャイニーズ（1986年） - スーパーチャイニーズ2（1989年）                                                             |

### 16ビットコレクション
| タイトル                                      | 発売日        | 収録タイトル(発売年) |
| --------------------------------------------- | ------------- | --- |
| 16ビットコレクション ジャレコ Vol.1           | 2017年9月30日 | - ラッシング・ビート乱 複製都市（1992年） - ラッシング・ビート修羅（1993年） - ファイヤー・ファイティング（1994年） - 怒りの要塞（1993年） - スーパーE.D.F.（1991年） |
| 16ビットコレクション データイースト Vol.1     | 2017年9月30日 | - マジカルドロップ（1995年） - ファイターズヒストリー（1994年） - JOE&MAC 戦え原始人（1991年） - もってけOh!ドロボー（1995年）                                        |
| 16ビットコレクション データイースト Vol.2     | 2017年9月30日 | - ファイターズヒストリー 溝口危機一髪!!（1995年） - 戦え原始人2 ルーキーの冒険（1992年） - スーパーバーディラッシュ（1992年）                                         |
| 16ビットコレクション データイースト Vol.3     | 2017年9月30日 | - 戦え原始人3 主役はやっぱりJOE&MAC（1994年） - マジカルドロップ2（1996年） - サイドポケット（1992年）                                                                |
| 16ビットコレクション カルチャーブレーン Vol.1 | 2017年9月30日 | - スーパーチャイニーズワールド（1991年） - スーパーウルトラベールボール（1991年） - 飛龍の拳S ゴールデンファイター（1992年）                                          |
| 16ビットコレクション カルチャーブレーン Vol.2 | 2017年9月30日 | - スーパーチャイニーズワールド2（1993年） - スーパーウルトラベールボール2（1994年） - 飛龍の拳S ハイパーバージョン（1992年）                                          |
| 16ビットコレクション カルチャーブレーン Vol.3 | 2017年9月30日 | - スーパーチャイニーズワールド3（1995年） - スーパーチャイニーズファイター（1995年） - SD飛龍の拳（1994年）                                                           |
| 16ビットコレクション アテナ Vol.1             | 2018年2月28日 | - プロ麻雀 極（1993年） - プロ麻雀 極II（1994年） - プロ麻雀 極III（1995年） - 描いて・作って・遊べる デザエモン（1994年） - バイオメタル（1993年）                   |

## その他のレトロデュオ用カートリッジ
2018年8月23日にはアイレムより許諾をとり、「ホーリー・ダイヴァー 8ビットゲームカートリッジ」（ホーリー・ダイヴァー（1989年）の移植）と「R-TYPE III & スーパーR-TYPE 16ビットゲームカートリッジ」（R-TYPE III（1993年）とSUPER R-TYPE（1991年）の移植を収録）が発売された。これらは「8ビットコレクション」「16ビットコレクション」と銘打たれてはいないが、JNNEX公式サイトでは同じページ内に記載されている。